# Спитигнев
Спитигнев (на чешки: Spytihněv I.; * ок. 875; † 915) е вторият исторически известен чешки (бохемски) владетел, управлявал между 894 и 915 г., избран от чешката племенна аристокрация след двугодишно пряко управление на страната от великоморавския владетел, последвало смъртта на първия чешки владетел Борживой I. Източник на данни за ранните бохемски крале са Фулденските анали, Кристияновите легенди и Чешката хроника на Козма Пражки.

## Управление
Спитигнев управлява като васал на владетеля на Великоморавия Святополк. През 895 г. от изток във Великоморавия нахлуват маджарите и разгромяват държавата. Спитигнев обявява Чехия за независима държава. Цялото му управление след това е белязано от борба, в съюз с Бавария, за независимост на Бохемия срещу нахлуващите маджарски войски. Макар да не е в състояние да спре непрекъснатите маджарски рейдове из страната, Спитигнев избягва включване на чешките земи в унгарската държава и отстоява нейната независимост.